# Anton Retzbach
Anton Retzbach (* 13. Juni 1867 in Berolzheim (Baden); † 23. Februar 1945 in Freiburg im Breisgau) war ein deutscher Theologe, Nationalökonom und Mitglied des badischen Landtages.

## Leben

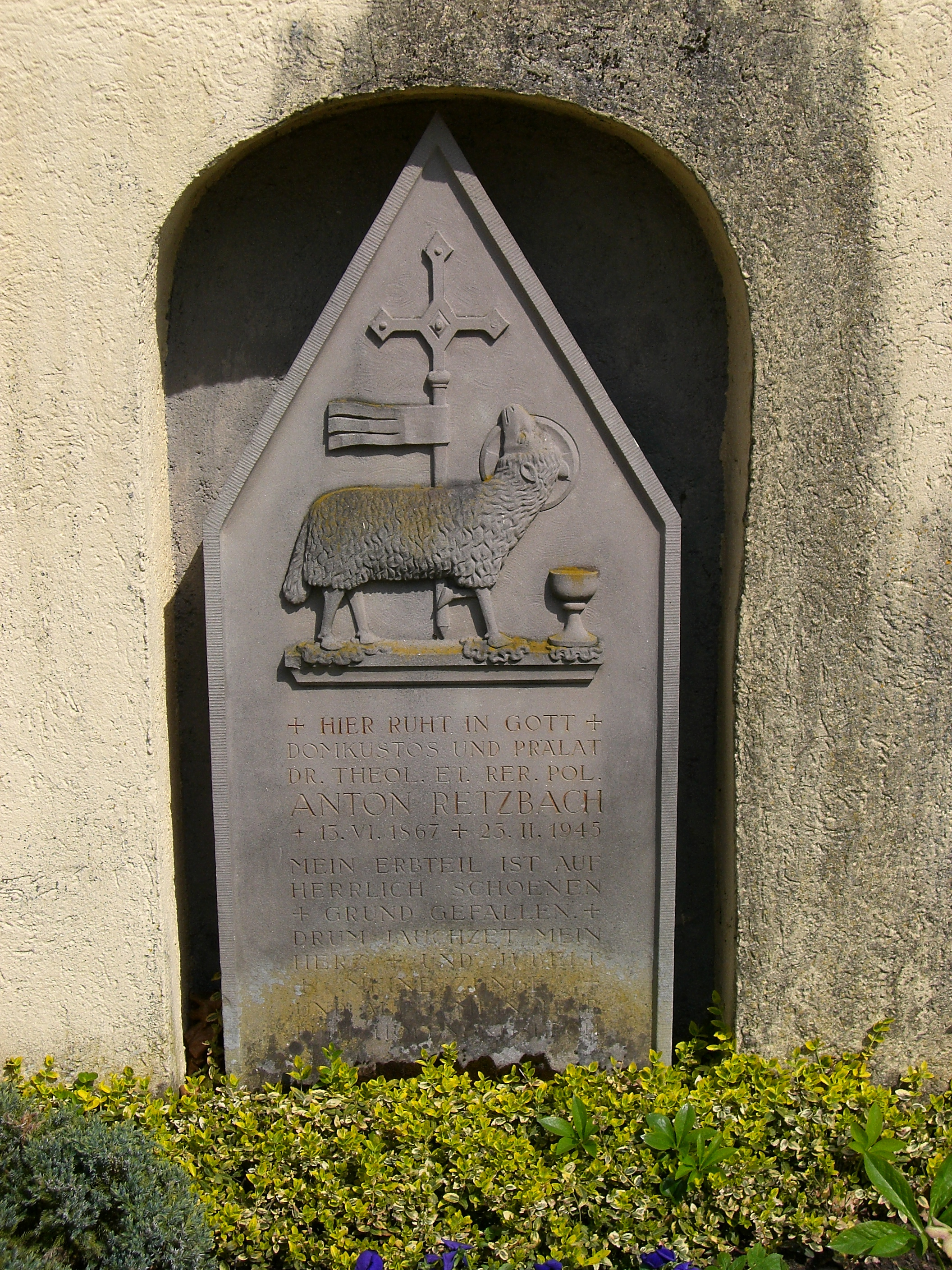
Grabstätte auf dem Hauptfriedhof Freiburg

Retzbach wurde als Sohn eines Maurermeisters in Berolzheim geboren. Nach seinem Abitur 1888 am Gymnasium Tauberbischofsheim begann er sein Studium der katholischen Theologie in Freiburg. Kurz nach dessen Abschluss 1892 wurde Retzbach zum Priester geweiht und bekleidete seine erste Seelsorgestelle an der Jesuitenkirche Mannheim. Dort leitete er mit dem späteren Erzbischof Carl Fritz den jungen Arbeiterverein und lernte dadurch die soziale Not kennen. Sein wachsendes Interesse an der Lösung der sozialen Frage sowie seine Hinwendung zum arbeitenden Volk bewogen ihn, seine volkswirtschaftlichen Kenntnisse zu erweitern. 1895 studierte Retzbach im Rahmen eines Zweitstudiums Nationalökonomie in Freiburg und in Berlin. Seit 1897 war er Mitglied der katholischen Studentenverbindung KDStV Arminia Freiburg im Breisgau im CV. 1898 schloss er in Freiburg in den Staatswissenschaften seine Dissertation über die Schulze-Delitzschen Vorschussvereine ab. Nach seiner Rückkehr in die Heimat übernahm Retzbach die Redaktion der Zeitung „Der christliche Arbeiter“. 1901 wurde er zum Diözesanpräses der katholischen Arbeitervereine des Erzbistums Freiburg ernannt und hatte zusätzlich priesterliche Funktionen am Freiburger Münster inne. 1903 wurde er zum Dompräbendar und Domkustos in Freiburg ernannt. Neben seiner Aktivität in der katholischen Berufsvereinsbewegung setzte sich Retzbach auch für die Diözesanverbände der katholischen Gesellen-, Arbeiterinnen- und Jugendvereine sowie für den Aufbau der Christlichen Gewerkschaften ein. Außerdem war er an frühen Projekten des sozialen Wohnungsbaus in Freiburg beteiligt. Retzbach hatte es sich zum Ziel gemacht, im ganzen Lande Stützpunkte der katholisch-sozialen Bewegung in der Form von Arbeitersekretariaten und katholischen Volksbüros zu gründen. Aufgrund seiner großen praktischen Erfahrung und seines wissenschaftlichen Vorgehens im Bereich der sozialen Probleme kam er in Kontakt mit führenden Persönlichkeiten des sozialen Lebens im In- und Ausland. Häufig erhielt Retzbach Einladungen als Redner zu internationalen Tagungen der katholischen Arbeiterbewegung.
Auch am politischen Leben nahm Retzbach Anteil. Der Erste Weltkrieg und der darauffolgende politische Umbruch zwangen auch die katholische Arbeiterbewegung in Baden zu einer Reform. 1919 bezog Retzbach Stellung zugunsten der neuen parlamentarischen Demokratie. Als Mitglied im Landtag der Republik Baden von 1925 bis 1933 vertrat er die Zentrumsfraktion.
1928 wurde er päpstlicher Geheimkämmerer und 1932 päpstlicher Hausprälat. Im Jahre 1930 gab Retzbach die Leitung der katholischen Arbeiterbewegung ab. In seinen letzten Lebensjahren wurde Retzbach mit dem Überlebenskampf der Kirche gegen das kirchenfeindliche NS-Regime konfrontiert. So wurde 1938 der Diözesanverband der katholischen Arbeiterbewegung nach einer Vielzahl von Repressalien verboten. Während der Bearbeitung seiner letzten Publikation, eine handbuchartige Zusammenfassung seiner kirchenrechtlichen Kenntnisse und Erfahrungen im Erzbischöflichen Offizialat, verstarb Retzbach 1945 im Alter von 77 Jahren in Freiburg.

## Werke
Um anderen seine Erfahrungen und Kenntnisse auf dem Gebiet der Sozialen Frage zugänglich zu machen, veröffentlichte Retzbach zahlreiche Publikationen auf dem Gebiet der Sozialethik, Sozialpolitik und des kirchlichen Rechtes. Zwischen 1906 und 1912 gab er die in Essen erscheinende Soziale Revue. Zeitschrift für die sozialen Fragen der Gegenwart heraus. Als Einführung in Theorie und Praxis der kirchlichen Sozialarbeit gilt Retzbachs 1906 erschienenes Hauptwerk, der Leitfaden für die Soziale Praxis. Es gilt als das wichtigste Werk Retzbachs und schafft eine „Verbindung zwischen theoretischer Grundlegung und praktischer Anleitung“. Somit diente es Geistlichen und Laien als Leitfaden für die soziale Praxis. 1916 erlangte Retzbach mit seiner Schrift Der Boykott die Doktorwürde in Theologie an der Universität Freiburg. 1928 verfasste er die Biographien des Volksschriftstellers und Pioniers der sozialen Arbeit Heinrich Sautier, sowie des badischen Politikers Franz Joseph Ritter von Buß. Nach dem Erscheinen der Enzyklika Quadragesimo anno (1931) von Papst Pius XI. über die Erneuerung der gesellschaftlichen Ordnung zog Retzbach eine Verbindung zu der Enzyklika Rerum novarum (1891) von Papst Leo XIII., die die Arbeiterfrage behandelt. Die postulierten Gedanken versuchte er im Kontext der neuzeitlichen sozialen und soziologischen Fragestellungen den Menschen nahezubringen. Aus seinen Überlegungen heraus erschien 1932 das Werk Die Erneuerung der gesellschaftlichen Ordnung nach der Enzyklika „Quadragesimo anno“. Nachdem Retzbach sich großes kirchenrechtliches Wissen und Erfahrungen ansammelte, schrieb er 1935 das Werk Das Recht der katholischen Kirche nach dem Codex iuris canonici.